# Fale Alea
Fale Alea (in offizieller Langform Fale Alea ʻo Tonga), auch Legislative Assembly of Tonga (deutsch Legislativversammlung von Tonga), ist das Parlament im Einkammersystem von Tonga in der Hauptstadt Nukuʻalofa.

## Geschichte
Das Parlament hatte am 16. September 1875 seine erste Sitzung.
Die letzten Wahl fand am 18. November 2021 statt. Sie war die vierte nach einer politischen Reform, in der König George Tupou V. Rechte an das Parlament abgegeben hatte. Während zuvor nur neun von 30 Parlamentariern frei gewählt werden konnten, wurden 2010 erstmals eine Mehrheit der Sitze durch die Wahl vergeben (17 von 25). Die übrigen Parlamentarier, die Nobles, werden vom tongaischen Adel gestellt. Der König verzichtete auf die Ernennung eigener Repräsentanten.
Das im November 2010 gewählte Parlament war das erste, das den Premierminister von Tonga selbst bestimmen konnte.

## Parlamentsgebäude
Zwischen dem 12. und 13. Februar 2018 wurde das über 100 Jahre alte Parlamentsgebäude durch den Zyklon Gita, einem Wirbelsturm der Kategorie 4, zerstört. Seit Anfang Januar 2020 wurde mit konkreten Planungen zum Bau eines neuen Parlaments mit neuseeländischer Hilfe begonnen. Es soll auf königlichem Grund in Pea entstehen.
Nach dem Zyklon traf sich das Parlament zunächst im Fa’onelua Convention Centre, dem Messezentrum der Hauptstadt, nunmehr im Tonga National Center, einem ehemaligen Kulturzentrum in Tofoa-Koloua. Da das Parlament laut Verfassung grundsätzlich nur in Nukuʻalofa zusammenkommen darf, wurde das betreffende Grundstück zum Teil der Hauptstadt erklärt.